# Montbartier
Montbartier är en kommun i departementet Tarn-et-Garonne i regionen Occitanien i södra Frankrike. Kommunen ligger i kantonen Montech som tillhör arrondissementet Montauban. År 2022 hade Montbartier 1 727 invånare.

## Befolkningsutveckling
Antalet invånare i kommunen Montbartier
| Referens: INSEE |

## Monument

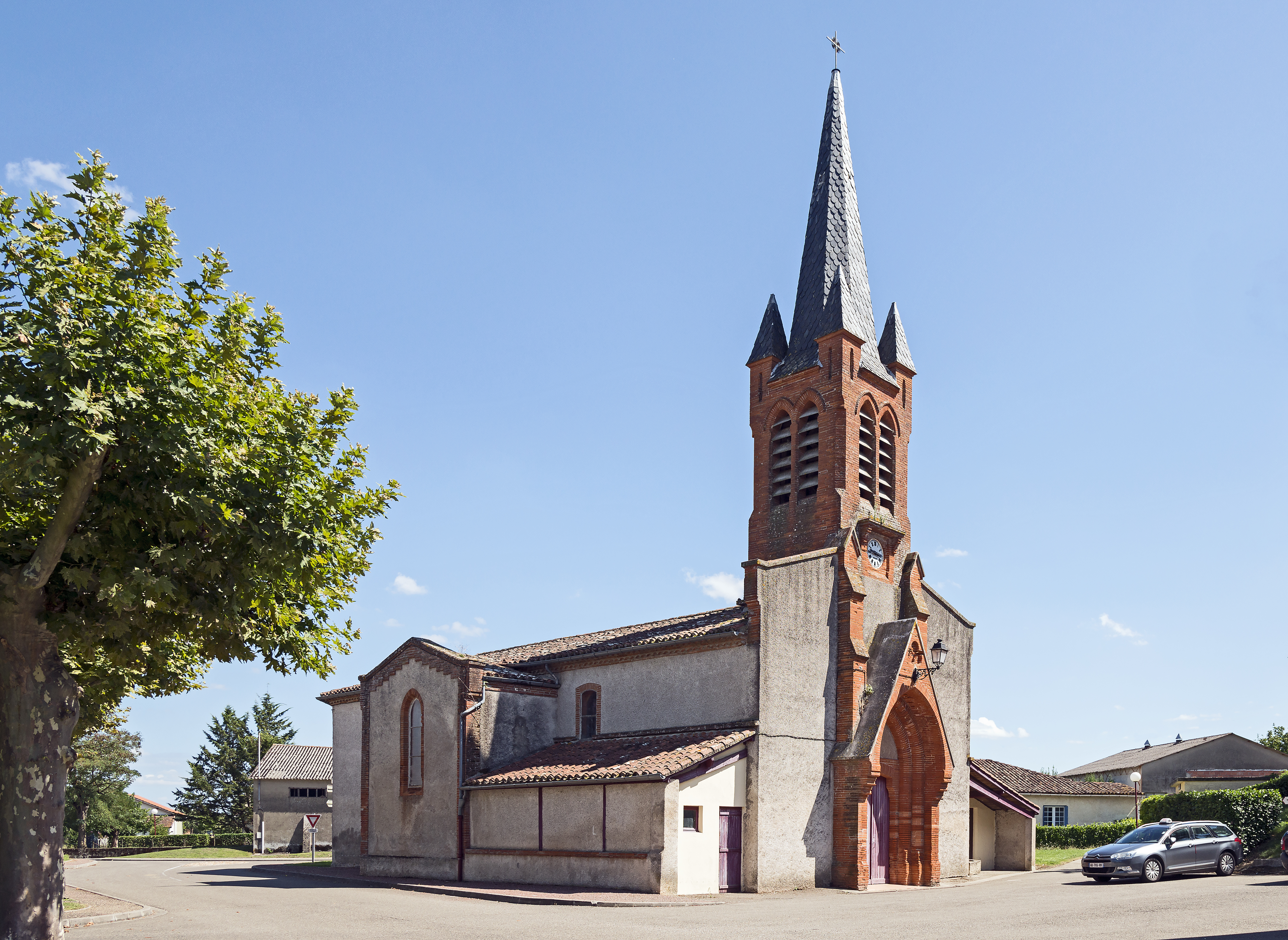
Kyrkan
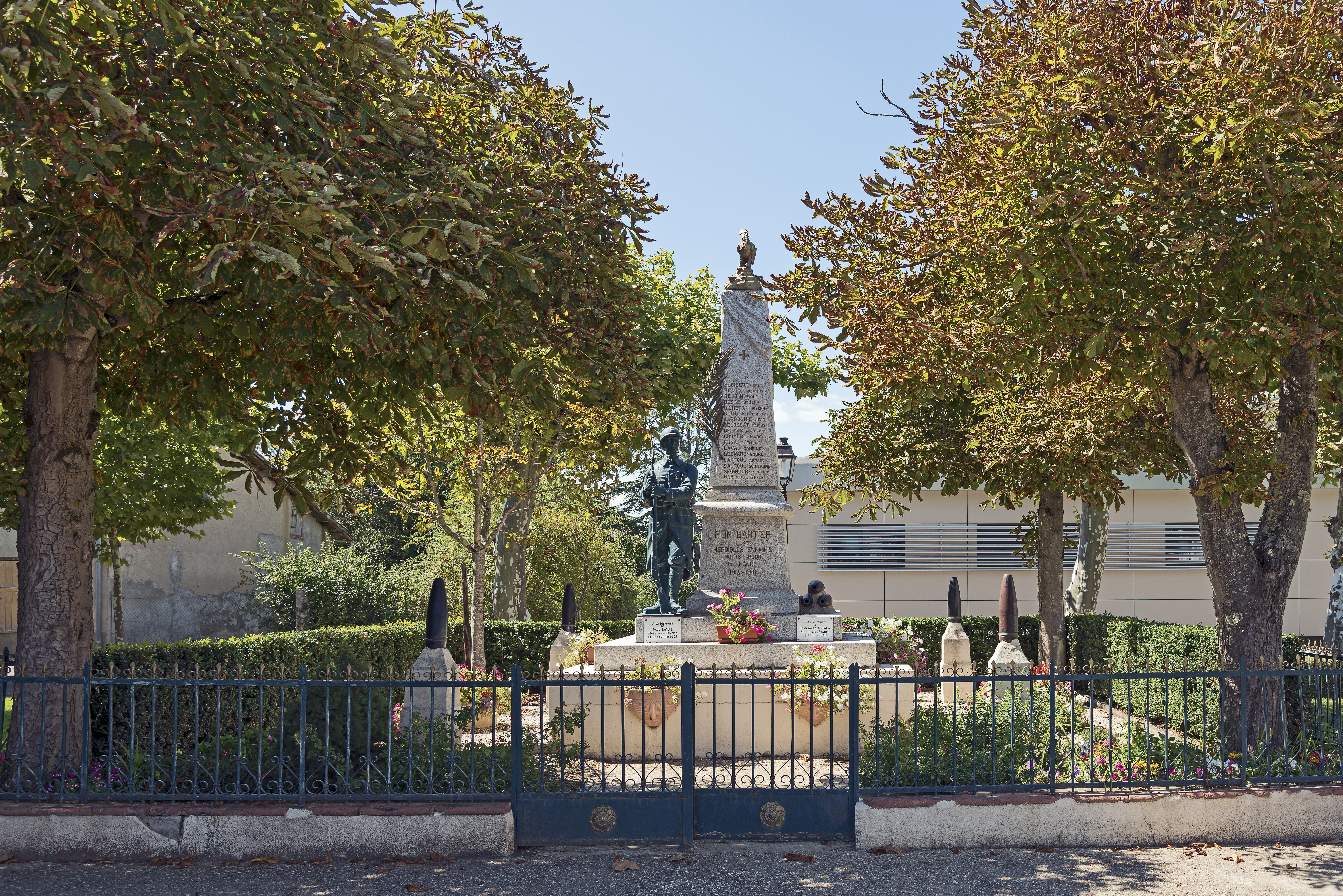
Krigsmonument.